# Perec Markisz
Perec Markisz (ur. 7 grudnia 1895 w Połonnem na Wołyniu, zm. 12 sierpnia 1952 w Moskwie) – rosyjski i żydowski pisarz, poeta i dramaturg tworzący głównie w języku jidysz. Współzałożyciel Hałastry. W czasie II wojny światowej działacz Żydowskiego Komitetu Antyfaszystowskiego.

## Życiorys
Urodził się 7 grudnia 1895 w Połonnem na Wołyniu. Otrzymał tradycyjne żydowskie wychowanie religijne, eksternistycznie ukończył rosyjskie gimnazjum. Po wybuchu I wojny światowej został wcielony do rosyjskiej armii, podczas służby został ranny.
Początkowo tworzył wiersze w języku rosyjskim, gdy jednak w 1917 znalazł się wraz z Dowidem Hofsztejnem i Lejbem Kwitką w kijowskiej grupie liryków żydowskich to zaczął tworzyć w jidysz. Popierali oni, owianą dla nich romantyzmem, rewolucję październikową i byli zwolennikami awangardy literackiej oraz nowych prądów w literaturze jidysz.
Był autorem poematów ekspresjonistycznych i lirycznych m.in. wydanego w 1918 Wołynia oraz Di kupe (Stos/ Kopiec, 1921) traktującego o pogromach Żydów na Ukrainie. W latach 1919–1921 wydał osiem tomów wierszy.

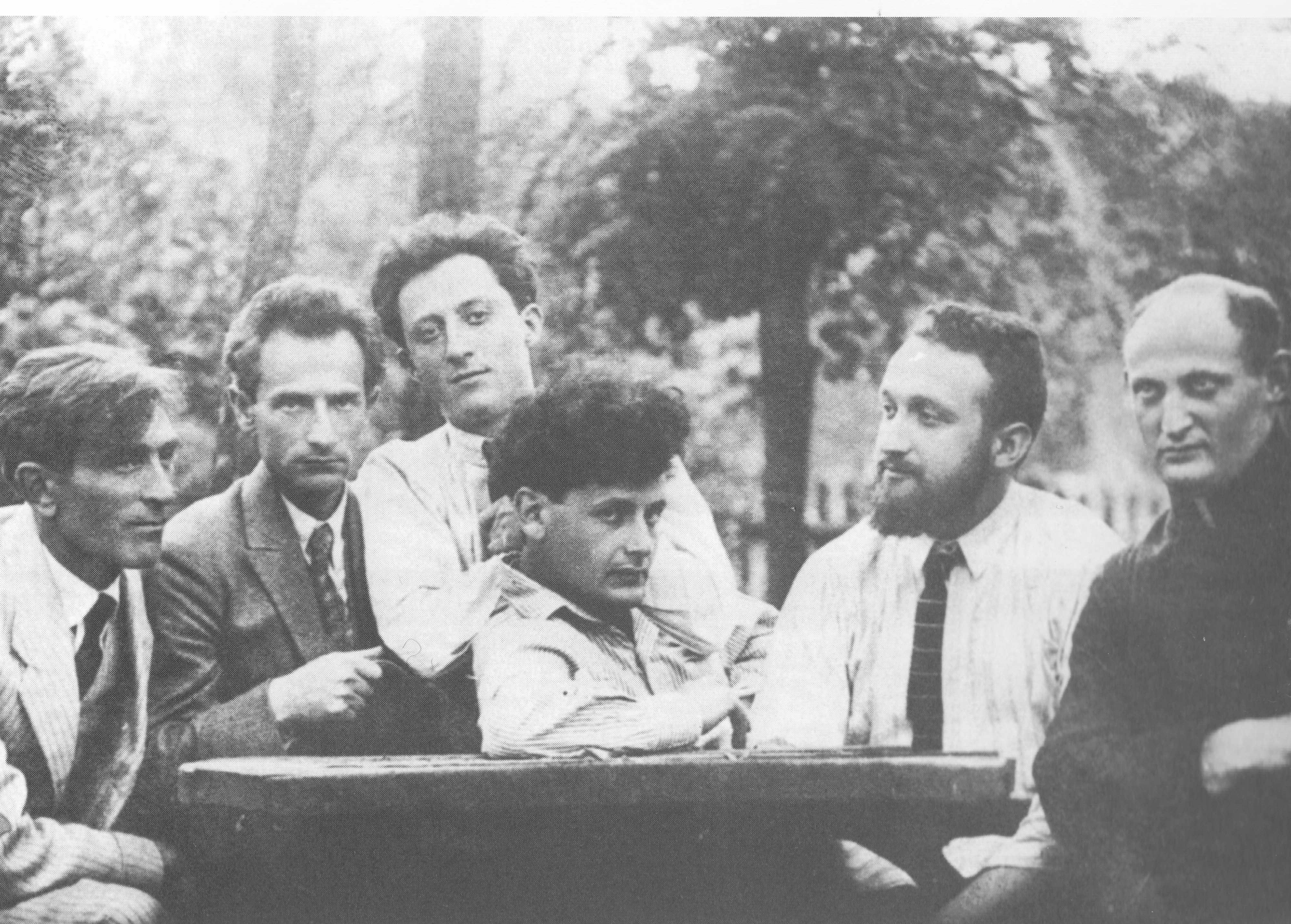
Członkowie grupy literacko-artystycznej „Di Chaliastre” w Warszawie. Od lewej: Mendel Elkin, Perec Hirszbejn, Uri-Cewi Grinberg, Perec Markisz, Melech Rawicz i Izrael Jehoszua Singer (1922)

Opuścił Rosję Radziecką i od 1921 mieszkał w Warszawie, gdzie w kolejnym roku znalazł się wraz z Urim-Cewim Grinbergiem i Melechem Rawiczem wśród założycieli ekspresjonistyczno-futurystycznej grupy artystyczno-literackiej Hałastra (jid. ‏די כאַליאַסטרע‎ Chaliastre) skupionej wokół miesięcznika literackiego „Ringen”. Wraz z Izraelem Jehoszuą Singerem i Ojzerem Warszawskim był współwydawcą pisma „Chaliastre” (1922), a w 1924 był jednym z założycieli tygodnika „Literarisze Bleter”. Stał się idolem żydowskiej awangardy, świetnie przyjmowanym na Zachodzie. W latach 1922–1925 czasowo mieszkał w Berlinie, Paryżu, Londynie, odwiedził też Palestynę, powracał jednak do Warszawy, którą ostatecznie opuścił w 1926, zawiedziony tym, że nie udało mu się tu przeprowadzić rewolucji w sztuce i literaturze. Powrócił do Związku Radzieckiego – mieszkał w Kijowie i Moskwie. W swojej ówczesnej twórczości bezowocnie starał się pogodzić swoje przywiązanie do kultury żydowskiej z entuzjazmem do systemu komunistycznego. Należał do najpopularniejszych pisarzy tworzących literaturę jidysz i był uważany za lidera żydowskich pisarzy rewolucyjnych. Jego utwory tłumaczone były na rosyjski. Pracował w Żydowskim Teatrze Państwowym w Moskwie. W 1939 roku otrzymał Order Lenina.
Podczas II wojny światowej był działaczem Żydowskiego Komitetu Antyfaszystowskiego, zaś w literaturze zajął się tragicznymi losami polskich Żydów – było to tematem takich jego utworów jak poemat Cu a jidyszer tencerin (Do żydowskiej tancerki) z 1940 czy wydana pośmiertnie powieść Trot fun dojres (Krokiem pokoleń / Marsz pokoleń, 1966), poświęcona powstaniu w getcie warszawskim.
W 1949 został uwięziony, a 12 sierpnia 1952 stracony w Moskwie, wraz z grupą innych pisarzy narodowości żydowskiej tworzących w jidysz i oskarżanych o nacjonalizm w stalinowskim procesie poetów żydowskich. W 1956 został zrehabilitowany.

## Życie prywatne
Z pierwszą żoną Zinaidą Joffe miał córkę Olgę Markisz Rapaj, a z drugą Esterą dwóch synów Szymona i Dawida.

## Twórczość
Opracowano na podstawie źródeł:
- Wolin (Wołyń, poemat, 1918 lub 1920)
- Szwełn (Progi, tom wierszy 1919)
- Di kupe (Stos, poemat, 1921 lub 1922)
- Radio (poemat, 1922)
- Dor ejn, dor ojs (Pokolenie za pokoleniem, powieść, 1929)
- Dem balegufs tojt (powieść, 1935)
- Poeme wegn Stalin ( Poemat o Stalinie, 1940)
- Cu a jidyszer tencerin (Do żydowskiej tancerki, poemat, 1940)
- Miłchojme (Wojna, epos w 162 pieśniach, 1948)
- Trot fun dojres (Krokiem pokoleń, powieść, 1966)